# Merkelbach (Lanzenbach)
Der Merkelbach ist ein etwa 1⁄3 km langer Auengraben beim Weiler Merkelbach der Stadt Vellberg im Landkreis Schwäbisch Hall im nordöstlichen Baden-Württemberg, der abwärts des Weilers von links in den unteren Lanzenbach mündet.

## Geographie

### Verlauf
Der Merkelbach entsteht auf etwa 367 m ü. NHN am westlichen Weilerrand von Merkelbach in einem Privatgrundstück und zieht mit nur geringen Richtungswechseln westsüdwestwärts.
Wenige Meter nach seinem Grabenbeginn wird er von Südosten her von einem etwa hundert Meter langen Entwässerungsgraben einer Grundstücksgrenze entlang verstärkt, der auch zuzeiten ein etwa fünfzig Meter langes Straßengrabenstück am südwestlichen Ortseingang des Weilers entlang der K 2619 entwässert.
Der Merkelbach fließt danach in intensiv genutztem Grünland und ohne Baum und Strauch am Ufer in Richtung des Eschenauer Muschelkalkbruchs, wobei er sich in sehr spitzem Winkel dem Lanzenbach nähert. Auf etwa 363 m ü. NHN fließt er diesem noch vor dem Steinbruch von links zu.
Der Merkelbach mündet nach 0,3 km langem Lauf mit mittlerem Sohlgefälle von etwa 13 ‰ rund 4 Höhenmeter unterhalb seines Grabenbeginns.

### Einzugsgebiet
Das Einzugsgebiet des Merkelsbachs ist knapp 0,4 km² groß. Es liegt vor allem linksseits des Baches und steigt dort bis auf etwa 450 m ü. NHN auf den Kamm des Hammerbergs auf, eines westlichen Ausläufers des Hahnenbergwaldes am Westrand des Unterraums Burgberg-Vorhöhen und Speltachbucht des Naturraums der Schwäbisch-Fränkischen Waldberge, liegt jedoch selbst zur Gänze im Unterraum Vellberger Bucht des Naturraums Hohenloher und Haller Ebene.
Es umfasst außer einem Teil des kleinen Weilers Merkelbach der Kleinstadt Vellberg, deren Gemarkung es ganz angehört, überwiegend Wiesenflächen links in der breiten Aue des Lanzenbachs und am unteren und mittleren Anstieg zum Hammerberg sowie Wald auf dessen Kamm.
Der Bachgraben verläuft zur Gänze innerhalb der in den Talgrund des Lanzenbachs breit eingelagerten Auenlehme. Seitwärts schließt bis knapp jenseits der Kreisstraße Lettenkeuper (Erfurt-Formation) an und danach im überwiegenden Einzugsgebietsteil vom Fuß bis zum Kamm des Hammerbergs hinauf Gipskeuper (Grabfeld-Formation). Die subrodierten Hänge sind unruhig, die Erosionsmulden an diesen ohne Wasserläufe, einige Bäume entlang der Kreisstraße zeigen Säbelwuchs.
Dem Nordrand des Weilers entlang zieht ein ähnlich langer Auengraben etwas oberhalb zum Lanzenbach. Im Süden jenseits des Hammerbach-Kamms fließt der Hambach oberhalb des Lanzenbachs zur Bühler.

### LUBW
Amtliche Online-Gewässerkarte mit passendem Ausschnitt und den hier benutzten Layern: Lauf und Einzugsgebiet des Merkelbachs

Allgemeiner Einstieg ohne Voreinstellungen und Layer: Daten- und Kartendienst der Landesanstalt für Umwelt Baden-Württemberg (LUBW) (Hinweise)
1. 1 2 3  Höhe nach dem Höhenlinienbild auf dem Hintergrundlayer Topographische Karte.
2. ↑  Länge nach dem Layer Gewässernetz (AWGN).
3. ↑  Einzugsgebiet abgemessen auf dem Hintergrundlayer Topographische Karte.
4. ↑  Länge abgemessen auf dem Hintergrundlayer Topographische Karte.

### Andere Belege
1. ↑  Wolf-Dieter Sick: Geographische Landesaufnahme: Die naturräumlichen Einheiten auf Blatt 162 Rothenburg o. d. Tauber. Bundesanstalt für Landeskunde, Bad Godesberg 1962. → Online-Karte (PDF; 4,7 MB)
2. ↑  Geologie nach den Layern zu Geologische Karte 1:50.000 auf: Mapserver des Landesamtes für Geologie, Rohstoffe und Bergbau (LGRB) (Hinweise)